# 오로드레스
오로드레스(Orodreth)는 《실마릴리온》의 등장인물이다. 피나르핀 가문의 왕족으로 핀로드로부터 나르고스론드 왕위를 받은 놀도르다. 나르고스론드가 멸망하며 동시에 그도 전사했다.

## 설정
그는 본작에서 피나르핀의 아들이자 핀로드의 형제로 등장하나, 관련 상위 문서에서는 앙그로드의 아들로 언급된다. 또한 그의 자식에 대해서도 오류가 있다. 바로 길 갈라드가 핑곤의 아들으로 서술되나 상위 문서에서는 오로드레스의 아들로 언급된다.

## 생애
1시대에 가운데땅에서 활동한 놀도르가 대부분 그렇듯 그도 실마릴의 회수를 명분으로 벨레리안드에서 활동한다. 핀로드가 베렌을 돕기 위해 떠날 당시 왕이 되었으나, 켈레고름과 쿠루핀 형제가 사실상 왕국을 장악한 상태로 잠시 꼭두각시 왕으로 전락했다. 이후 핀로드의 희생이 소식으로 왕국에 전해지자 그제서야 실권자로 군림했다. 이전까지 여론을 선동해 왕국을 지배할 흑심을 품고 있었던 두 형제를 처형하길 원한 백성과 달리 왕국 밖으로 추방하는 선에서 마무리 지었다.
나중에 모르메길로 불리던 투린이 왕국에 들어서자 그를 대우하여 그의 뜻을 적극 반영했다. 그 가운데 하나가 적을 상대로 전면적인 전투와 다리 건설 등이였고, 이것은 결국 나르고스론드 멸망의 원인이 되었다. 결국 그는 글라우룽, 발록과 오크 등의 대군세에 밀려 파수 평원에서 전사했다.